# Agalmyla
Agalmyla är ett släkte av tvåhjärtbladiga växter. Agalmyla ingår i familjen Gesneriaceae.

## Bildgalleri

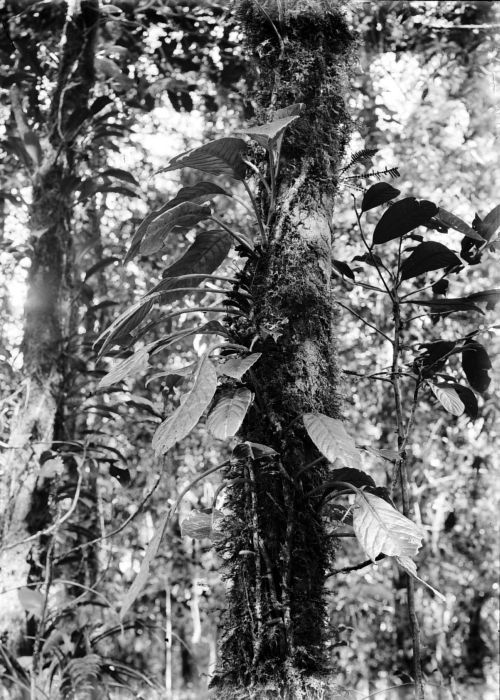

## Dottertaxa tillAgalmyla, i alfabetisk ordning[1]
- Agalmyla affinis
- Agalmyla aitinyuensis
- Agalmyla ambonica
- Agalmyla angiensis
- Agalmyla angustifolia
- Agalmyla aurantiaca
- Agalmyla beccarii
- Agalmyla bicolor
- Agalmyla biflora
- Agalmyla bilirana
- Agalmyla borneensis
- Agalmyla bracteata
- Agalmyla brevifolia
- Agalmyla brevipes
- Agalmyla brownii
- Agalmyla calelanensis
- Agalmyla centralis
- Agalmyla chalmersii
- Agalmyla chorisepala
- Agalmyla chrysostyla
- Agalmyla clarkei
- Agalmyla columneoides
- Agalmyla decipiens
- Agalmyla dentatisepala
- Agalmyla diandra
- Agalmyla elegans
- Agalmyla elongata
- Agalmyla erecta
- Agalmyla exannulata
- Agalmyla formosa
- Agalmyla gjellerupii
- Agalmyla glabra
- Agalmyla glabrisepala
- Agalmyla glandulosa
- Agalmyla gracilis
- Agalmyla hilliardiae
- Agalmyla hirta
- Agalmyla hooglenii
- Agalmyla immersinervia
- Agalmyla inaequidentata
- Agalmyla insularis
- Agalmyla javanica
- Agalmyla johannis-winkleri
- Agalmyla keysseri
- Agalmyla kowapiana
- Agalmyla lavandulacea
- Agalmyla leuserensis
- Agalmyla lobata
- Agalmyla longiattenuata
- Agalmyla longipetiolata
- Agalmyla macrocalyx
- Agalmyla macrocolon
- Agalmyla manuselae
- Agalmyla minor
- Agalmyla monti-tomasii
- Agalmyla multiflora
- Agalmyla murudiana
- Agalmyla nervosa
- Agalmyla obiana
- Agalmyla ovata
- Agalmyla parasitica
- Agalmyla paromoia
- Agalmyla parvifolia
- Agalmyla parvilimba
- Agalmyla pauciflora
- Agalmyla paucipilosa
- Agalmyla persimilis
- Agalmyla porrectiloba
- Agalmyla pseudoborneensis
- Agalmyla pulcherrima
- Agalmyla remotidentata
- Agalmyla roseoflava
- Agalmyla rotundiloba
- Agalmyla rubra
- Agalmyla samarica
- Agalmyla scabriflora
- Agalmyla schlechteri
- Agalmyla serrata
- Agalmyla sibuyanensis
- Agalmyla similis
- Agalmyla singularis
- Agalmyla sojoliana
- Agalmyla stellifera
- Agalmyla stenosiphon
- Agalmyla tamrauana
- Agalmyla tobensis
- Agalmyla torajiana
- Agalmyla triflora
- Agalmyla tuberculata
- Agalmyla urdanetensis
- Agalmyla valetoniana
- Agalmyla wekariensis
- Agalmyla wildeorum
- Agalmyla villosa
- Agalmyla vogelii
- Agalmyla wondiwoiana